# تلمبه ولیعصر ۱۳۶
تلمبه ولیعصر ۱۳۶، یک آبادی از توابع بخش مرکزی، شهرستان شهربابک در استان کرمان ایران است.

## جمعیت
این آبادی در دهستان خورسند قرار دارد و براساس سرشماری مرکز آمار ایران در سال ۱۳۹۵، سکنه دائم آن کمتر از سه خانوار بوده‌است.